# 儒洞镇
儒洞镇，是中华人民共和国广东省阳江市阳西县下辖的一个乡镇级行政单位。

## 行政区划
儒洞镇下辖以下地区：
儒洞街道社区、蓝田村、寿场村、河洞村、边海村、大村、福安村、三教村、石楼村、新村、南洞村、新桥村和驹龙村。